# مارسيلو ماتوس
مارسيلو ماتوس (بالبرتغالية: Marcelo Mattos‏) (10 فبراير 1984 في البرازيل – )؛ هو لاعب كرة قدم سابق كان يلعب كلاعب وسط.

## وصلات خارجية
- مارسيلو ماتوس على موقع الاتحاد الدولي (مؤرشف)  (الإنجليزية)
- مارسيلو ماتوس على موقع الاتحاد الأوربي (الإنجليزية)
- مارسيلو ماتوس على موقع رابطة كرة القدم اليابانية للمحترفين (اليابانية)
- مارسيلو ماتوس على موقع إي إس بي إن إف سي (الإنجليزية)
- مارسيلو ماتوس على موقع قاعدة بيانات كرة القدم.إي يو (الإنجليزية)
- مارسيلو ماتوس على موقع Soccerbase.com (لاعب) (الإنجليزية)
- مارسيلو ماتوس على موقع Soccerway.com (الإنجليزية)
- مارسيلو ماتوس على موقع عالم كرة القدم.نت (الإنجليزية)